# San Lorenzo riceve i tesori della Chiesa

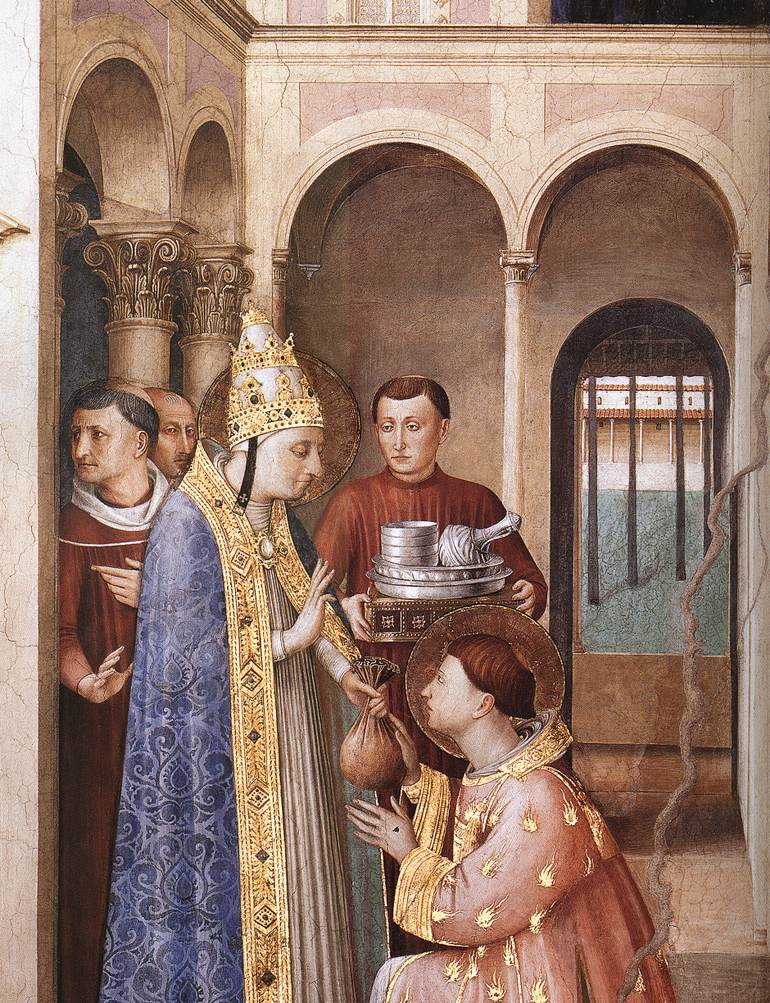
Dettaglio

San Lorenzo riceve i tesori della Chiesa è un affresco (271x205 cm) della Cappella Niccolina, decorata nel palazzo Apostolico in Vaticano da Beato Angelico e aiuti (tra cui Benozzo Gozzoli) tra il 1447 e il 1448 circa. L'affresco occupa il riquadro sinistro del registro mediano della parete centrale ed è il secondo episodio delle Storie di san Lorenzo.  

## Storia
Beato Angelico lavorò alla Cappella Niccolina durante il suo soggiorno romano tra il 1445 e il 1450. I primi documenti che attestano gli affreschi sono datati tra il 9 maggio e il 1º giugno 1447, durante il pontificato di Niccolò V, ma è possibile che fossero già stati avviati nei due anni precedenti, sotto Eugenio IV. 
Gli affreschi di quella che era la cappella privata del papa dovevano essere terminati, dopo una pausa nell'estate 1447 quando il pittore si recò a Orvieto, entro la fine del 1448. Il 1º gennaio 1449 l'Angelico riceveva infatti la commissione per un nuovo lavoro. 

## Descrizione
La scena di San Lorenzo riceve i tesori della Chiesa è accanto a quella di San Lorenzo distribuisce le elemosine, dalla quale è separata da una cornice. 
L'episodio è ambientato in un edificio dall'architettura rinascimentale, divisibile idealmente in due parti: a sinistra si vede l'esterno, con la porta d'ingresso sbarrata dove picchiano minacciosi i soldati dell'imperatore Valeriano; la parte destra invece mostra uno spaccato interno dell'edificio (così va inteso, pur non essendoci elementi che dimostrino la sezione) dove Sisto II sta affidando i tesori della Chiesa a san Lorenzo inginocchiato e lo benedice mentre un servo gli sta portando uno scrigno e un vassoio colmo di argenterie. Questa seconda parte pare ambientata in un cortile porticato, con massicce colonne corinzie sulla sinistra a cui corrispondono esilissime colonnine sullo sfondo (un errore prospettico dovuto forse alla mano di allievi); più convincente è la porta aperta su un chiostro interno, dove si intravede uno zoccolo in primo piano su cui poggiano le colonnine e sullo sfondo il lato opposto in lontananza. Le linee scure verticali al centro del chiostro non sono altro che i tronchi dei cipressi che spuntano dal soffitto. Essi sono rappresentati lungo una linea prospettica di fuga, come accade anche nella lunetta del Martirio di santo Stefano. 

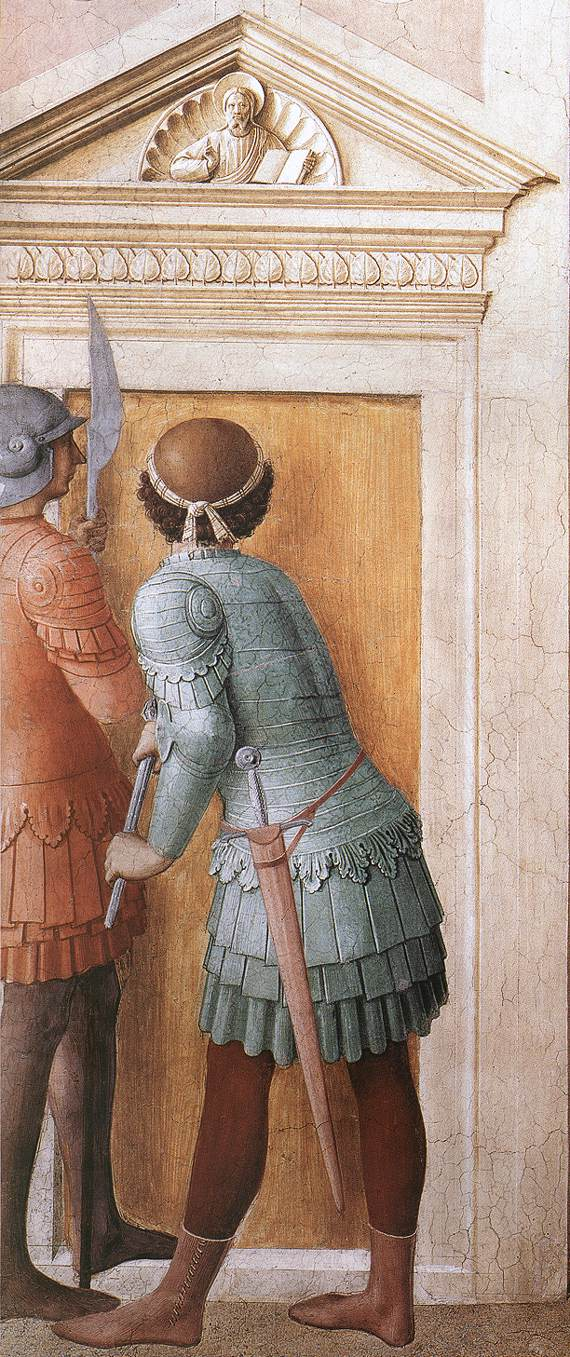
Dettaglio

Altri elementi architettonici della scena sono l'altana che si affaccia in alto e la bella decorazione del portale, con un timpano decorato da un Redentore entro una forma a conchiglia e due medaglioni in lato con testine di fanciulli. Il fregio con le foglioline è un'invenzione dell'Angelico che ricorre anche in altri affreschi della Cappella Niccolina e che non ha analogie né con l'architettura classica né con quella rinascimentale del secondo quarto del XV secolo. L'architettura è resa inoltre irrealmente idealizzata dalla colorazione, che sfrutta intensi passaggi di rosa, mentre la visione del chiostro oltre l'arco è più veridica, secondo la maniera più tipica dell'Angelico.
Per quanto riguarda i personaggi della scena, grande cura è dedicata sia alle figure delle guardie in primissimo piano, dall'eccezionale rilievo plastico e con esperimenti di lustro metallico sulle armature. Il gruppo a destra invece è dominato dalla figura di papa Sisto, dal prezioso mantello damascato e dal ricco triregno tempestato di perle, smalti e pietre preziose, nelle cui fattezze si cela un ritratto del pontefice Niccolò V, secondo un uso inaugurato dall'Angelico che divenne in seguito comune per gli artisti impiegati alla corte papale. Il suo viso è in un serrato contatto visivo con san Lorenzo inginocchiato, con la dalmatica caratterizzata da tenui giochi di luce e colore basati sugli accordi del rosa e dell'oro. Tra i personaggi di complemento spicca quello a sinistra, che sembra preoccupato per l'assalto dei soldati alla porta, verso la quale rivolge uno sguardo timoroso.

## Stile
Gli affreschi della Cappella Niccolina sono profondamente diversi da quelli del convento di San Marco a Firenze (1440-1445 circa), per via della ricchezza di dettagli, di citazioni colte, di motivi più vari, ispirati a principi di ricchezza, complessità compositiva e varietà. Come è stato acutamente fatto notare da studiosi come Pope-Hennessy, le differenze non sono però da imputare a uno sviluppo dello stile dell'autore, quanto piuttosto alla diversa destinazione della decorazione: in San Marco gli affreschi dovevano accompagnare ed aiutare la meditazione dei monaci, mentre in Vaticano essi dovevano celebrare la potenza e la vastità degli orizzonti intellettuali del papato nell'impresa di rinnovare i fasti dell'antica Roma dopo il disastroso abbandono della città durante la cattività avignonese. Lo stile della cappella Niccolina sembra dopotutto preannunciarsi nelle vivaci narrazioni della predella della Pala di San Marco (1440-1443 circa) o in altre opere anteriori, magari predelle o opere minori, dove l'artista aveva potuto dare un più libero sfogo al proprio estro creativo. 
Come nelle altre opere dell'Angelico, elemento centrale della pittura è la luce chiara e diffusa. Notevole è l'enfasi plastica delle figure.